# Montpelier (Virginia)
Montpelier war der Landsitz des vierten Präsidenten der Vereinigten Staaten, James Madison (1751–1836), der die Vereinigten Staaten von 1809 bis 1817 regierte. Madison war einer der wesentlichen Autoren der amerikanischen Verfassung. Sein Landsitz Montpelier im Orange County, Virginia ist eine der wichtigsten historischen Sehenswürdigkeiten des Staates Virginia und eines der am besten erhaltenen Präsidentenhäuser, neben den Landsitzen seiner Zeitgenossen George Washington (Mount Vernon) und Thomas Jefferson (Monticello in ca. 40 Autominuten Entfernung).

## Geschichte

Montpelier Plantage, Fassade Haupthaus

Das Haus wurde ca. 1764 erbaut und unter Madison im „griechischen Stil“ umgebaut.
Nach dem Tode von Madison verkaufte seine Witwe Dolley Madison die Plantage. Seit 1901 gehörte das Haus der Industriellenfamilie duPont. 1983 schenkte Marion duPont Scott das Anwesen an den National Trust for Historic Preservation.

## Denkmalpflege
Die Plantage ist seit Dezember 1969 ein National Historic Landmarks. Im Oktober 1966 wurde Montpelier als Historic District in das National Register of Historic Places eingetragen. In Montpelier wurden in den letzten Jahren Gebäude nachgebaut, die sich dort zu Madisons Tagen befunden hatten. Das Haupthaus hatte über viele Jahre seit 1901 der Industriellenfamilie duPont gehört, die es mit zahlreichen Anbauten vergrößerte. Nach Übernahme des Anwesens durch den National Trust for Historic Preservation wurden diese Anbauten abgerissen.
Das Anwesen steht seit 2000 unter der Verwaltung der Montpelier Foundation. Die architektonische Restauration wurde 2008 abgeschlossen. Sowohl die archäologische Arbeiten (in einem archäologischen Labor kann man sich über die Grabungen informieren) als auch der Versuch, möglichst viele Funde aus Madisons Haushalt zu akquirieren, gehen weiter. Das Haupthaus ist umgeben von symbolhaft-unvollendeten Hütten der Sklaven, die sich in unmittelbarer Nähe befanden und deren Standorte von den duPonts überbaut worden waren. Seit 2021 haben die Nachkommen der Sklaven auf der Plantage (Montpelier Descendants Committee) ein Mitspracherecht in der Verwaltung.
Rund 200 Meter vom Haupthaus entfernt liegt die Grabstätte der Familie Madison; hier sind neben anderen der Präsident und seine Frau Dolley Madison bestattet.

## Hindernisrennen
Auf Initiative von Marion DuPont Scott, einer passionierten Pferdezüchterin und Reiterin werden seit 1929 auf der Rennbahn von Montpelier alljährlich Hindernisrennen ausgetragen; neben Camden (South Carolina) gehört Montpelier bis heute zu den klassischen US-amerikanischen Hindernis-Rennbahnen.